# Rogier Molhoek
Rogier Molhoek (Rotterdam, 22 juli 1981) is een voormalig Nederlands betaald voetballer die bij voorkeur als verdedigende middenvelder speelde. Hij tekende in juli 2012 zijn laatste profcontract bij FC Dordrecht. Op 8 april 2013 kondigde Molhoek aan dat hij stopt met betaald voetbal, het seizoen af zal maken bij FC Dordrecht en in de zomer ging spelen bij zijn jeugdclub, de amateurs van Vv SHO in zijn woonplaats Oud-Beijerland. Door een slepende enkelblessure is Molhoek niet meer in staat betaald voetbal te spelen. Tevens zal hij toetreden tot de technische staf van de jeugd van FC Dordrecht. Bij SHO stopte hij begin 2015 vanwege blessures. Vanaf februari 2015 is hij assistent-trainer bij FC Dordrecht.

## Clubstatistieken
| Seizoen | Land               | Club         | Competitie     | Duels | Goals |
| ------- | ------------------ | ------------ | -------------- | ----- | ----- |
| 1999/00 | Vlag van Nederland | Dordrecht'90 | Eerste divisie | 3     | 0     |
| 2000/01 | Vlag van Nederland | Dordrecht'90 | Eerste divisie | 27    | 3     |
| 2001/02 | Vlag van Nederland | RKC Waalwijk | Eredivisie     | 16    | 1     |
| 2002/03 | Vlag van Nederland | RKC Waalwijk | Eredivisie     | 17    | 0     |
| 2003/04 | Vlag van Nederland | RKC Waalwijk | Eredivisie     | 13    | 1     |
| 2004/05 | Vlag van Nederland | RKC Waalwijk | Eredivisie     | 21    | 1     |
| 2005/06 | Vlag van Nederland | RKC Waalwijk | Eredivisie     | 16    | 3     |
| 2005/06 | Vlag van Nederland | AZ           | Eredivisie     | 8     | 0     |
| 2006/07 | Vlag van Nederland | AZ           | Eredivisie     | 10    | 0     |
| 2007/08 | Vlag van Nederland | NAC Breda    | Eredivisie     | 26    | 3     |
| 2008/09 | Vlag van Nederland | Vitesse      | Eredivisie     | 29    | 0     |
| 2009/10 | Vlag van Nederland | Vitesse      | Eredivisie     | 15    | 0     |
| 2010/11 | Vlag van Nederland | Vitesse      | Eredivisie     | 1     | 0     |
| 2011/12 | Vlag van Nederland | VVV-Venlo    | Eredivisie     | 13    | 0     |
| 2012/13 | Vlag van Nederland | FC Dordrecht | Eerste divisie | 14    | 0     |
|         |                    |              | Totaal         | 229   | 12    |